# Grumot
Grumot – wianek wykonany z jednej żyły liny pokrętkowej przeplecionej dwu- lub trzykrotnie, pomocny przy obszywaniu otworów w żaglu. Nałożony na otwór albo uszkodzenie (rozdarcie) żagla i obszyty ściegiem okrętkowym stanowi zabezpieczenie przed dalszym powiększaniem się rozdarcia.